# Negative
Negative ist eine Glam-Rock-Band aus Finnland. Sie wurde 1997 in Tampere gegründet. Die Band selbst bezeichnet ihren Stil als Emotional Rock. Die Musiker sehen ihre musikalischen Vorbilder u. a. bei Guns N’ Roses und Aerosmith, was sich sowohl im Klang als auch im Auftreten der Band widerspiegelt.

## Geschichte
Gegründet wurde Negative 1997 im finnischen Tampere von Sänger Jonne Aaron (vollständiger Name Jonne Aaron Liimatainen) und Schlagzeuger Janne Heimonen (Jay Slammer). Zu der Band gehörten noch einige weitere Schulfreunde der Musiker. Das aktuelle Line-Up bildete sich erst mit der Zeit heraus, es gab diverse Wechsel. Nach und nach kamen dann Antti Aatamila (Antti Anatomy, 2000), Lauri Markkula (Larry Love, 2001) und Jukka Kristian Mikkonen (Sir Christus, 2002, vorher bei Bloodpit) hinzu. Die damals noch fünfköpfige Band unterschrieb 2002 ihren ersten Plattenvertrag. Im Jahr darauf erschien unter dem Titel War of Love das Debütalbum der Band, das, ebenso wie die erste Singleauskopplung The Moment of our Love, in Finnland Goldstatus erreichte. Im selben Jahr stieß auch Keyboarder Janne Kokkonen (Nakki Snack) zur Band.
Im September 2004 erschien das zweite Album Sweet & Deceitful der Band. Die erste Single daraus, Frozen to Lose It All, stieg auf Anhieb auf Platz 1 der finnischen Charts. Auch in Deutschland hat Negative mittlerweile den Durchbruch geschafft. Ihr zweites Album schaffte es auf Platz 55 der deutschen Charts und die Single The Moment of Our Love sogar auf Platz 28. Für die deutsche Veröffentlichung von The Moment of Our Love wurde auch extra noch ein neuer Videoclip gedreht, in dem auch der Keyboarder Snack zu sehen ist, der beim ersten Video noch nicht dabei war, da er erst später zur Band stieß. Im Jahr 2005 spielten die sechs Finnen erste Festivals in Deutschland (z. B. Bochum Total und M’era Luna) und im September folgte ihre eigene Tour quer durch Deutschland. Im Jahr 2006 ging die Band mit ihren finnischen Kollegen HIM und The Rasmus auf Deutschlandtour. Die Tour war sehr erfolgreich und bereits nach kurzer Zeit ausverkauft.

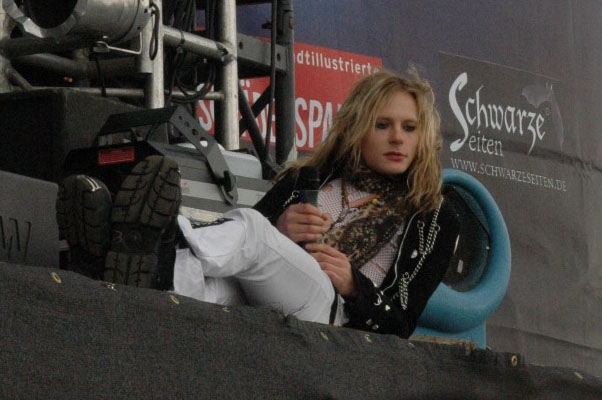
Jonne Aaron

Das Album Anorectic erschien in Finnland am 27. und in Deutschland am 29. September 2006. Ihre erste Single aus dem Album hieß Planet of the Sun und wurde schon am 6. September 2006 in Finnland veröffentlicht. Die zweite Single, das Lied Sinner’s Night/Misty Morning, erschien in Finnland am 29. November 2006. Im Jahre 2007 gewannen sie bei den MTV Europe Music Awards in der Kategorie „Best Finnish Band“.
Am 15. Januar 2008 teilte Negative mit, dass sich der Gitarrist Sir Christus von ihnen getrennt hat. Man habe sich auseinandergelebt. „Es ist das beste für Sir und für Negative“, so Jonne Aaron in einem Interview. Sir Christus spielte einige Zeit in der Band seines Bruders, doch auch dort stieg er wieder aus; aktuell spielt er in einer Band namens Black Jesus. Negative stellte auf ihrer Website am 31. März 2008 Tuomas „Gary“ Keskinen (Mitglied der Band Technicolour) vor, der sie während des Sommers als Live-Gitarrist auf Tour begleitete. Einige Wochen danach, am 7. Mai, erschien in Finnland das vierte Album Karma Killer, das im deutschsprachigen Raum am 4. September 2008 veröffentlicht wurde.
Am 26. Januar erschien in Finnland Negatives erste Live-DVD mit dem Titel In the Eye of the Hurricane. Auf dieser sind neben einem fast zweistündigen Konzertmitschnitt des Auftrittes im Pakkahuone in Tampere am 8. Dezember 2006 auf einer zweiten DVD sämtliche Musikvideos der Band, Interviews, Fotos und Videos (sowohl offiziell als auch von Fans) sowie die 1:44 Stunden lange Dokumentation Around the World zu finden, bei der Negative nicht nur Bilder ihres Lebens auf Tour zeigen, sondern auch Szenen der ersten Auftritte der Band, beispielsweise in Jugendzentren, gezeigt werden.
Ab Oktober 2008 war Negative mit diesem Album europaweit auf einer Clubtournee live zu sehen, diese wurde jedoch nur zu fünft bestritten, fenn Anfang August 2008 gab Sänger Jonne Aaron auf der Homepage der Band bekannt, dass Negative in Zukunft auf einen zweiten Gitarristen verzichten und als Quintett auftreten werde.
Nicht nur in Europa ist Negative bekannt, sondern auch in Japan, wo sie bereits sehr viele Festivalauftritte hatte. Im Rahmen ihrer Tournee im Herbst 2008 spielte sie ein erstes Konzert auf amerikanischem Boden. Negative trat am 22. November 2008 als Vorband von London After Midnight im Circo Volador Club in Mexiko-Stadt, Mexiko, auf.
Ihr aktuelles Studioalbum Neon wurde am 23. Juli 2010 erstmals gleichzeitig in Asien und Europa veröffentlicht.
Am 16. Mai, 2011 stelle Larry Love (Lauri Markkula) ein Video auf seinem Profil bei Facebook online und gab seinen Ausstieg bei Negative bekannt. Die Fanseite „negative-love.de“ berichtete über ein Interview in der Zeitschrift Iltalehti, dass Negative eine Auszeit nehme und veröffentlichte die Termine der in Finnland stattfindenden Solo-Tour des Sängers Jonne Aaron. Weitere Aktivitäten der Band sind seitdem nicht mehr bekannt geworden. Zudem ist seitdem ihre Webseite nicht mehr erreichbar.

## Diskografie

### Alben
- 2003: War of Love
- 2004: Sweet & Deceitful
- 2006: Anorectic
- 2008: Karma Killer
- 2009: God Likes Your Style (B-Sides)
- 2010: Neon

### Singles
- 2003: The Moment of Our Love (Re-Release 2005)
- 2003: After All
- 2003: Still Alive
- 2004: Frozen to Lose It All (Re-Release 2005)
- 2004: In My Heaven (Re-Release 2006)
- 2005: Bright Side – About My Sorrow
- 2005: Dark Side – Until You’re Mine
- 2005: My My/Hey Hey (Out of the Blue)
- 2006: Planet of the Sun
- 2006: Sinners’ Night/Misty Morning
- 2007: Fading Yourself
- 2008: Won’t Let Go (FI: Gold)
- 2008: Giving Up!
- 2010: End of the Line
- 2010: Jealous Sky
- 2011: Believe

### Videoalben
- 2008: In the Eye of the Hurricane (FI: Gold)